# N-Chlorsuccinimid
N-Chlorsuccinimid, meist kurz als NCS bezeichnet, ist das am Stickstoff chlorierte Imid der Bernsteinsäure.

## Gewinnung und Darstellung
NCS kann durch Behandlung von Succinimid mit elementarem Chlor hergestellt werden.

## Eigenschaften
Die mittels DSC bestimmte Zersetzungswärme beträgt −215 kJ·mol−1 bzw. −1610 kJ·kg−1.

## Verwendung
NCS wird im Labormaßstab vor allem als Chlorierungsmittel eingesetzt, beispielsweise bei der Chlorierung von Alkenen in der Allylstellung oder von Alkylaromaten in der Benzylstellung. In größeren Mengen findet es bei der Produktion von pharmazeutischen Wirkstoffen (v. a. von Antibiotika) Verwendung. Verglichen mit elementarem Chlor (einem ätzenden, giftigen Gas) lässt sich NCS besser aufbewahren, handhaben und dosieren. Bei Umsatz von NCS entsteht als Nebenprodukt das wasserlösliche Succinimid.
Die Verwendung von N-Chlorsuccinimid als Chlorierungsmittel ist ein Beispiel für eine Synthesemethode, die mit geringer Atomökonomie abläuft.